# Villa Frieda (Niederlößnitz)

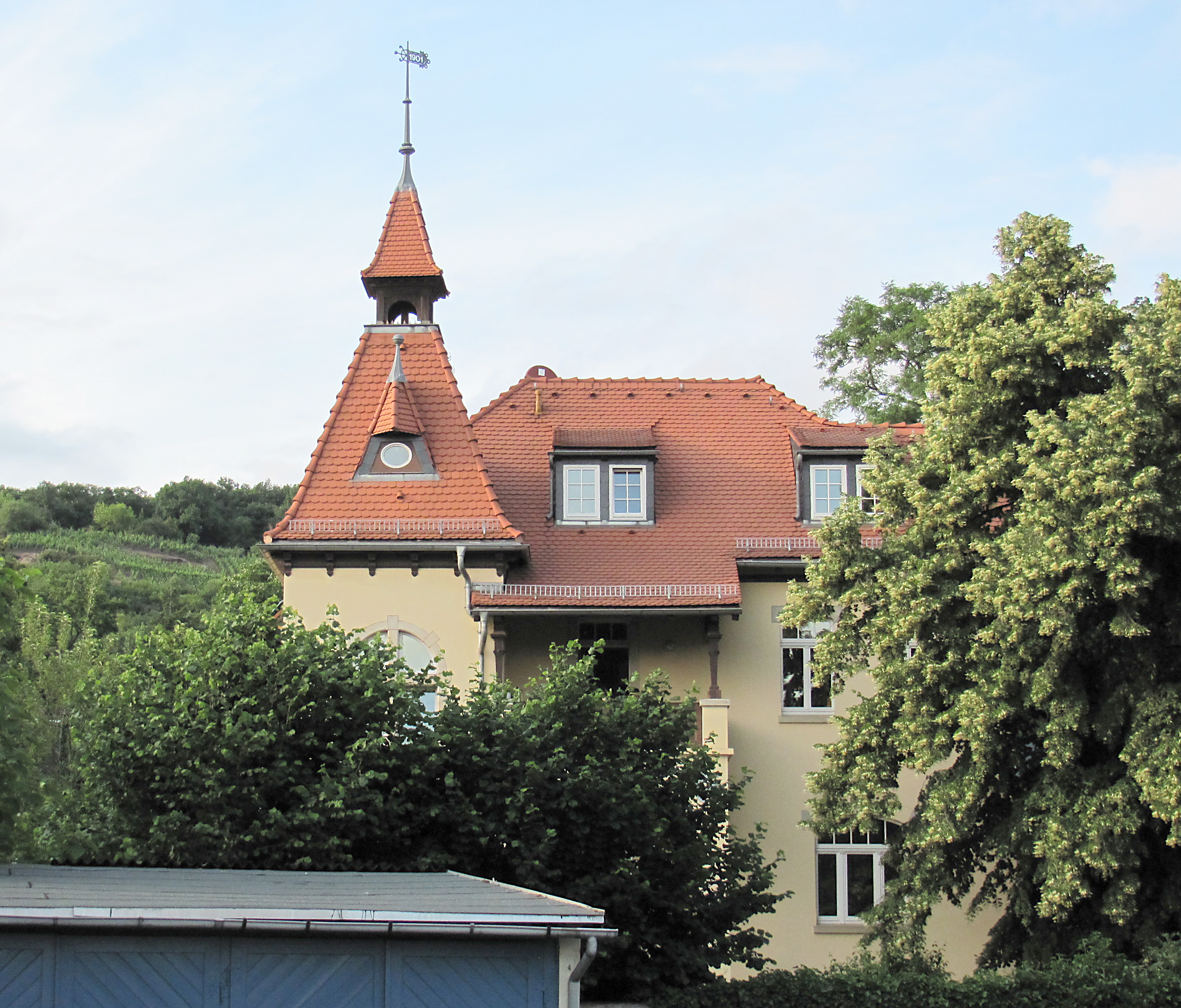
Villa Frieda

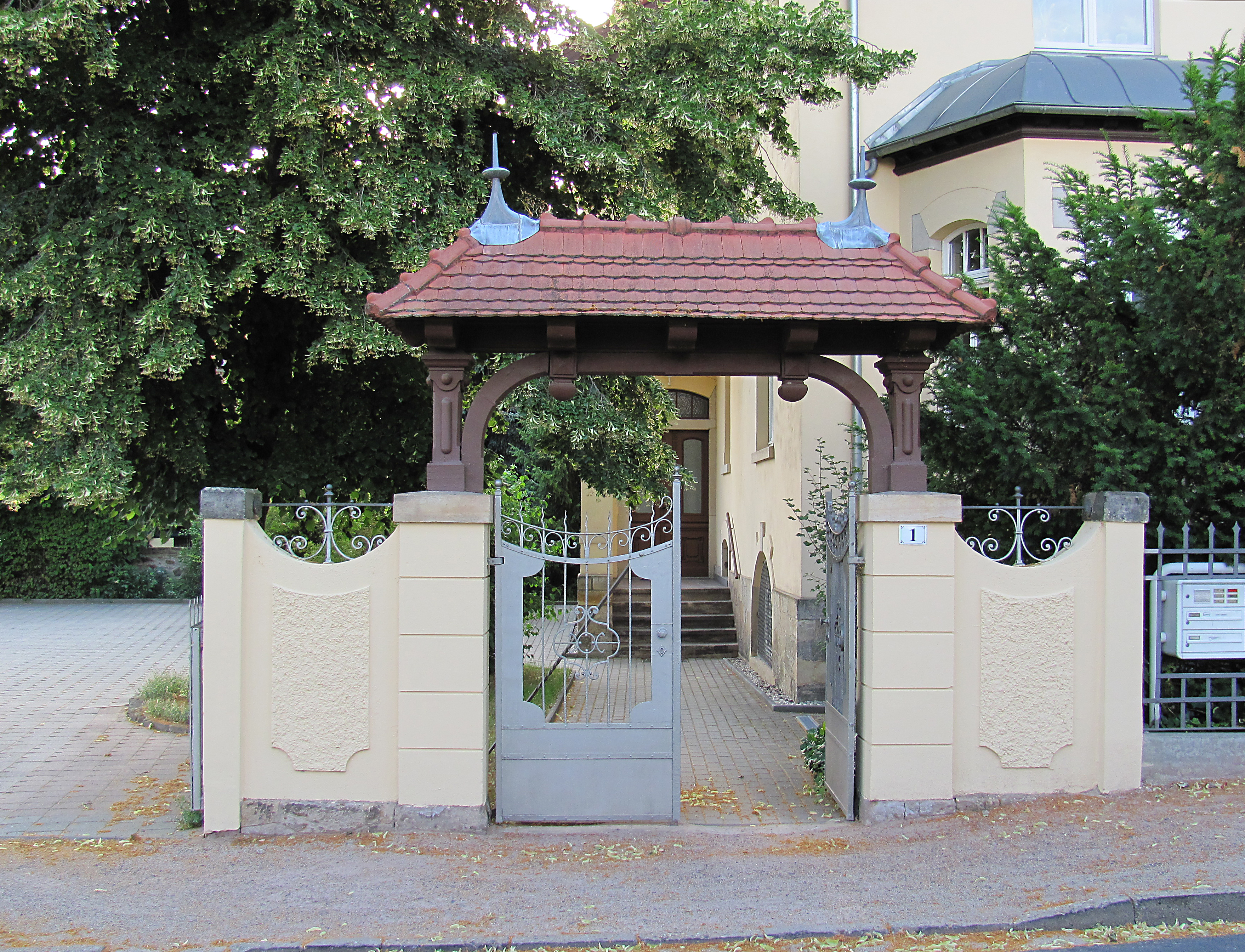
Villa Frieda, Eingangstor

Die Villa Frieda liegt in der Karlstraße 1 im Stadtteil Niederlößnitz der sächsischen Stadt Radebeul. Sie wurde mit Baugenehmigung vom Oktober 1900 durch den Niederlößnitzer Baumeister F. A. Bernhard Große als Bauender und Ausführender errichtet, die Ingebrauchnahmegenehmigung erging im April 1902. Der Entwurf für das Tor stammt vom Juni 1901.

## Beschreibung
Die zweigeschossige, mitsamt Einfriedung und Toranlage unter Denkmalschutz stehende Mietvilla ist ein „malerisch unregelmäßige[s]“ Wohngebäude, das auf einem Bruchsteinsockel steht und obenauf ein abgeplattetes Ziegel-Walmdach hat.
In der Straßenansicht steht links ein eingeschossiger polygonaler Standerker, im Dach erhebt sich darüber ein Fachwerkgiebel mit einem Krüppelwalm. In der linken Seitenansicht, die nach Süden zur heutigen Parkplatte weist, steht zur Gebäuderückseite hin ein Treppenturm mit einem steilen Zeltdach mit Laterne. In der Fassadenmitte davor steht ein eingeschossiger offener Eingangsvorbau mit Freitreppe und der Datierung 1901. Ein ähnlicher Vorbau auf der anderen Gebäudeseite nach Norden, jedoch verglast, führt dort in den Garten.
Die Fenster des wenig gegliederten, verputzten Gebäudes werden durch Sandsteingewände eingefasst.
Die aufwendige Toranlage für Fußgänger besteht aus Doppelpfeilern mit einem schmiedeeisernen Tor, darüber erstreckt sich eine ziegelgedeckte Fachwerk-Überdachung. Die weitere Einfriedung erfolgt als Lanzettzaun.